# Helmut Fritz

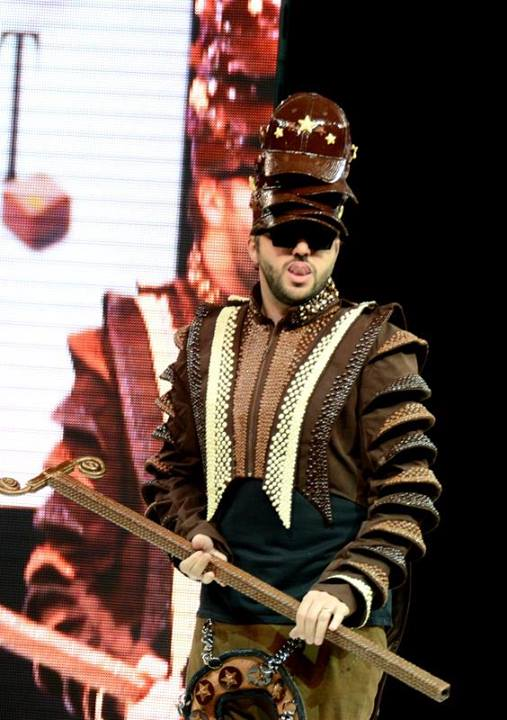
Helmut Fritz (2013)

Helmut Fritz ist eine Kunstfigur, die von dem französischen DJ und Musikproduzenten Laurent Konrad geschaffen wurde. Sie stellt einen nach Frankreich übergesiedelten, ständig nörgelnden Deutschen dar. Verkörpert wird die Figur von dem aus Beningen (Lothringen) stammenden Sänger Eric Greff. Konrad schuf die Figur für die Single Ça m’énerve, die seinem Erfolg mit dem Projekt Discobitch folgte.

## Fiktive Biografie
Die fiktive Biografie des Helmut Günter von Fritz beginnt in Reinbek (Norddeutschland), wo er als einziger Sohn des Rudy von Fritz und der Annegret Spiegeln geboren wird. Seine Eltern bewirtschaften den Fritzhoff. Die darauf angesiedelte Fabrik für Strickpullis sichert der Familie bescheidene Einkünfte.
Als sein Großonkel, der Baron Titten von Fritz, 1998 bei der Jagd von einem Wildschwein zu Tode getrampelt wird, erbt Helmut Fritz als Alleinerbe dessen Vermögen von 300 Millionen D-Mark. Reich, aber ungemein geizig, kauft er sich eine gebrauchte Vespa, verlässt seine Eltern und setzt sich nach Frankreich ab. Er lässt sich in Paris nieder. Sein ungeheures Vermögen ermöglicht es ihm, dort einen mondänen Lebensstil zu pflegen. Er isst in den besten Restaurants der Stadt und kleidet sich im Stil eines Neo-Dandys. Doch zunehmend wird ihm das extravagante Leben zur Last.
2009 ist das Maß voll: Er ist der Haute Couture, der Vernissagen und der Partys überdrüssig. Auf der Suche nach einem Gesprächspartner, bei dem er seine Last abladen kann, trifft er Laurent Konrad, der ihm einen Song vorschlägt.

## Plattenaufnahme
Die unter dem Namen Helmut Fritz aufgenommene Single Ça m’énerve erschien in Frankreich am 16. März 2009 bei Sony Music Entertainment. Vier Wochen nach der Veröffentlichung stieg sie auf Platz 2 der französischen Singlecharts. Kurz vor Veröffentlichung eines ganzen Albums von Helmut Fritz mit dem Titel En observation eroberte das Lied in der 13. Chartwoche sogar die Spitze der Hitparade.

## Diskografie
Alben
- 2009: En observation

Singles
- 2009: Ça m’énerve
- 2009: Partout
- 2009: Ça gère
- 2009: Miss France
- 2011: Petit Papa Noël
- 2012: Les Filles